# 오르칸 텔한
오르칸 텔한(독일어: Orkan Telhan, 1976년 ~)은 독일의 예술가이다.